# Profesionalna Chokejna Liha
Profesionalna Chokejna Liha (ukr. Професіональна хокейна ліга (ПХЛ), Profesjonalna Hokejowa Liga) – zawodowa liga w hokeja na lodzie na Ukrainie.

## Mistrzostwa Ukrainy
Zanim powstała Profesionalna Chokejna Liha, miano najwyższej klasy rozgrywkowej na Ukrainie miała Wyższa Liga, która powstała 1992 roku i o tej pory wyłaniała mistrza Ukrainy w hokeju na lodzie. Łącznie rozegrano 19 edycji mistrzostw Ukrainy przed uzyskaniem praw od Federacji Hokeja Ukrainy praw organizacyjnych. 
Profesionalna Chokejna Liha została utworzona 25 lipca 2011 w Kijowie i tym samym stała się najwyższą klasą rozgrywkową na Ukrainie. Jednocześnie zastąpiła rozgrywki narodowe, które organizowała i sprawowała kontrolę Federacja Hokeja Ukrainy. Po utworzeniu PHL narodowy związek przekazał prawa organizacyjne i kontrolne nowej lidze zawodowej.
Przed sezonem 2013/2014 zawieszono organizację ligi pod patronatem PHL, a organizację przejęła Federacja Hokeja Ukrainy.
Medaliści rozgrywek
| Rok  | I miejsce        | II miejsce      | III miejsce  | Sezon zasadniczy |
| ---- | ---------------- | --------------- | ------------ | ---------------- |
| 2012 | Donbas-2 Donieck | Sokił Kijów     | Berkut Kijów | Sokił Kijów      |
| 2013 | Donbas-2 Donieck | Kompańjon Kijów | Sokił Kijów  | Berkut Kijów     |

## Uczestnicy
Profesionalna Chokejna Liha założona została przez 8 profesjonalnych drużyn z Ukrainy. Początkowo przed rozpoczęciem inauguracyjnego sezonu planowano uczestnictwo 9 drużyn, rozważając 11 wniosków. W przyszłości jest możliwość powiększenie ligi do 12 drużyn dzięki przyłączeniu drużyn w takich miast jak: Sumy, Dnipro, Ługańsk, Chersoń, Kałusz, Kałusz, Siewierodonieck, Iwano-Frankiwsk, Krzywy Róg lub z obwodu zakarpackiego.
W pierwszym sezonie 2011/2012 ligi połowa, bo 4 z 8 drużyn, swoją siedzibę miało w Kijowie bądź w okolicach stolicy Ukrainy. W sezonie 2012/2013 uczestniczyło siedem zespołów wskutek wycofania się drużyn Winnyćki Hajdamaky i Charkiwśki Akuły. W miejsce tej drugiej przystąpiła drużyna Dynama Charków. Jedynym uczestnikiem wszystkich edycji mistrzostw Ukrainy jest drużyna Sokił Kijów, zaś pięć drużyn uczestniczyło w ostatniej edycji Wyższej Ligi.
W drugim sezonie 2012/2013 wzięło udział siedem zespołów, zaś w jego trakcie władze rozgrywek wydały kontrowersyjną decyzję niedopuszczając do fazy play-off mistrza rundzy zasadniczej, Berkut Kijów.
| Klub               | Miasto               | Lodowisko                    | Poj. lod. | Rok zał. | Rok doł. |
| ------------------ | -------------------- | ---------------------------- | --------- | -------- | -------- |
| Biłyj Bars         | Biała Cerkiew        | Ludowy Stadion               | 450       | 2007     | 2011     |
| Generals           | Kijów                |                              |           | 2013     | 2013     |
| Kompańjon-Naftohaz | Kijów                | SK ATEK                      | 600       | 2006     | 2011     |
| Łewy               | Lwów / Nowojaworowsk | Pałac Sportowy Nowojaworowsk | 600       | 2011     | 2011     |
| Patriot            | Winnica              |                              |           | 2013     | 2013     |
| Sokił              | Kijów                | TRC Terminal                 | 1500      | 1963     | 2011     |
| Byli uczestnicy    |                      |                              |           |          |          |
| Hajdamaky          | Winnica              | Lodowa Arena „Lodowyj Kłub”  | 500       | 2008     | 2011     |
| Berkut Kijów       | Kijów                | Pałac Sportu / TRC Terminal  | 1500      | 2004     | 2011     |
| Charkiwśki Akuły   | Charków              |                              | 1500      | 2008     | 2011     |
| Donbas-2           | Donieck              | Lider Arena                  | 500       | 2005     | 2011     |
| Dynamo             | Charków              | Saltiwskij Lid               | 1500      | 2008     | 2012     |

Przed sezonem 2014/2015 pierwotnie organizowano jego format i przyjmowano zgłoszenia klubów (planowano udział 10 zespołów), jednakże w lipcu 2014 władze ligi ogłosiły, że sezon 2014/2015 ligi ukraińskiej nie odbędzie się (do udziału zgłosiło się tylko 5 klubów). Przyczyną był trwający konflikt na wschodniej Ukrainie. Ostatecznie liga wystartowała w lutym 2015 jako Mistrzostwa Ukrainy w hokeju na lodzie 2015 i uczestniczyło w niej cztery kluby.